# Микстит
Микстит (от лат. mixtus — смешанный) — термин, описывающий структурные и текстурные особенности строения внутри тела горной породы. К ним принято относить смешанные несортированные или слабо сортированные грубообломочные осадочные (ледниковые и гравитационные), тектонические и магматические (вулканогенные) горные породы, а также породы смешанного генетического происхождения (вулканогенно-осадочные, ледниково-гравитационные и т. п.). Такой тип отложений относится к категории «хаотический комплекс».
Для образований различного генезиса с хаотической структурой существуют специальные термины: олистостром для гравитационных отложений; меланж для хаотических комплексов тектонического происхождения; тилл (тиллит) для осадочных гляциогенных образований. По отношению ко всем этим типам пород часто употребляют определение микстит. В. Н. Шванов и Г. А. Беленицкая предлагают более строгий критерий для термина микститы: порода с содержанием одного преобладающего компонента (главного) более 50 % называется идиолит; в случае если главного компонента менее 50 % порода относится к микститам.
По своей структуре к подобным же отложениям можно отнести образования, связанные с процессом возникновения импактного кратера: зювиты и аллохтонные брекчии.